# Capsula externă
Capsula externă (Capsula externa) este un strat subțire de substanță albă care separă claustrul de putamen. Ea se alătură capsulei interne la fiecare extremitate a putamenului, formând o capsulă de materia alba aflată extern de nucleul lenticular.